# Descurainia kochii
Descurainia kochii är en korsblommig växtart som först beskrevs av Petri, och fick sitt nu gällande namn av Otto Eugen Schulz. Descurainia kochii ingår i släktet stillfrön, och familjen korsblommiga växter. Inga underarter finns listade i Catalogue of Life.